# Ruta 13 (Bolivia)
La Ruta 13 o Ruta Fundamental 13 (RF13) es una carretera nacional en el estado plurinacional de Bolivia. La Ruta 13 ha sido declarada parte de la Red Vial Nacional de Bolivia como "Ruta Fundamental" por Decreto Supremo n. 25.134 del 21 de agosto de 1998.

## Historia
El camino tiene una longitud de 370 kilómetros y atraviesa la parte norte de las tierras bajas bolivianas de oeste a este, desde la frontera con el estado brasileño de Acre hasta la llanura aluvial del río Beni. El camino cruza los dos departamentos de Pando y Beni a lo largo de toda su longitud y conduce principalmente a través de bosques húmedos tropicales intactos, solo en una franja angosta al lado del camino hay tierras de pastoreo ganadas por tala y quema. El camino comienza en el noroeste como una extensión de la "Estrada de Pacífico" brasileña (BR-317) en Cobija y termina en el este en el pueblo de El Triángulo.en la Ruta 8, que sigue el río Beni desde Yucumo en el sur hasta Guayaramerín en el noreste.
Los primeros 33 kilómetros de la Ruta 13 en el noroeste están pavimentados, los restantes 337 kilómetros desde Porvenir hasta El Triángulo están sin pavimentar. El camino cruza cinco ríos principales en su camino, tres de los cuales deben ser cruzados por transbordadores: con un transbordador el río Madre de Dios y el río Manupare en Sena , y con un segundo el río Beni, que marca la frontera entre los departamentos de Formas Pando y Beni. Hay puentes sobre el río Orthon cerca de Puerto Rico y el río Geneshuaya, el más oriental de los cinco ríos. También está prevista la construcción sobre el río Beni y el río Madre de Dios / río Manupare, eliminando la necesidad de transbordadores.

## Ciudades

### Departamento Pando
- km 000: Cobija
- km 008: Bella Vista
- km 010: Villa Busch
- km 033: Porvenir
- km 061: Santa Lourdes
- km 127: Santa Lucía
- km 154: El Carmen
- km 168: Puerto Rico
- km 205: Batraja
- km 222: Conquista
- km 252: El Sena
- km 285: Naranjal

### Departamento Beni
- km 324: Peña Amarilla
- km 350: Santuario
- km 370: El Triángulo (El Chorro)[3]